# Srpouhi Dussap

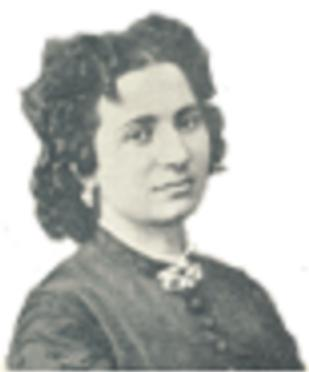
Srpouhi Dussap.

Srpouhi Dussap (armeniska: Սրբուհի Տիւսաբ), född 1840 i Konstantinopel, död 1901, var en armenisk feminist och författare.
Hon var född i en förmögen armenisk-katolsk familj i Konstantinopel, där hon tillbringade sitt liv. Hon var syster till politikern Hovhannes Vahanian och gift med den franska musikern Paul Dussap, med vilken hon fick två barn. 
Srpouhi Dussap hade vuxit upp i en miljö präglad av de västerländsk influerade tanzimatreformerna, och hon höll en litterär salong för Konstantinopels intellektuella konstnärskretsar och progressiva.  Hon debuterade som författare år 1883, och utgav både samhällskritiska essäer och flera romaner. Hon publicerade den första roman som skrivits av en armenisk kvinna.  Srpouhi Dussap lade vikt vid det armeniska språket men idealiserade Frankrike och västvärlden ifråga om kvinnors situation. Hon kritiserade den bristande utbildningen och yrkesmöjligheterna för kvinnor i Osmanska riket och engagerade sig särskilt i situationen för osmanska bondkvinnor på landsbygden, som ofta föll offer för arrangerade äktenskap. 